# عقعق الشجر ذو الذيل المضربي
عقعق الشجر ذو الذيل المضربي (الاسم العلمي: Crypsirina temia)، نوع من عقعق الشجر الآسيوية، وينتمي إلى فصيلة الغرابيات. 
يوجد هذا الطائر في جنوب بورما، تايلاند، الهند الصينية، سومطرة، جاوا وبالي ويزدهر في الأشجار المنخفضة الثانوية، والحقول المفتوحة والحدائق، وغابات الخيزران والغابات المفتوحة في كثير من الأحيان بالقرب من القرى.